# Myliobatis peruvianus
Myliobatis peruvianus là một loài cá trong họ Myliobatidae. Nó được tìm thấy ở Chile và Peru.

## Hình ảnh

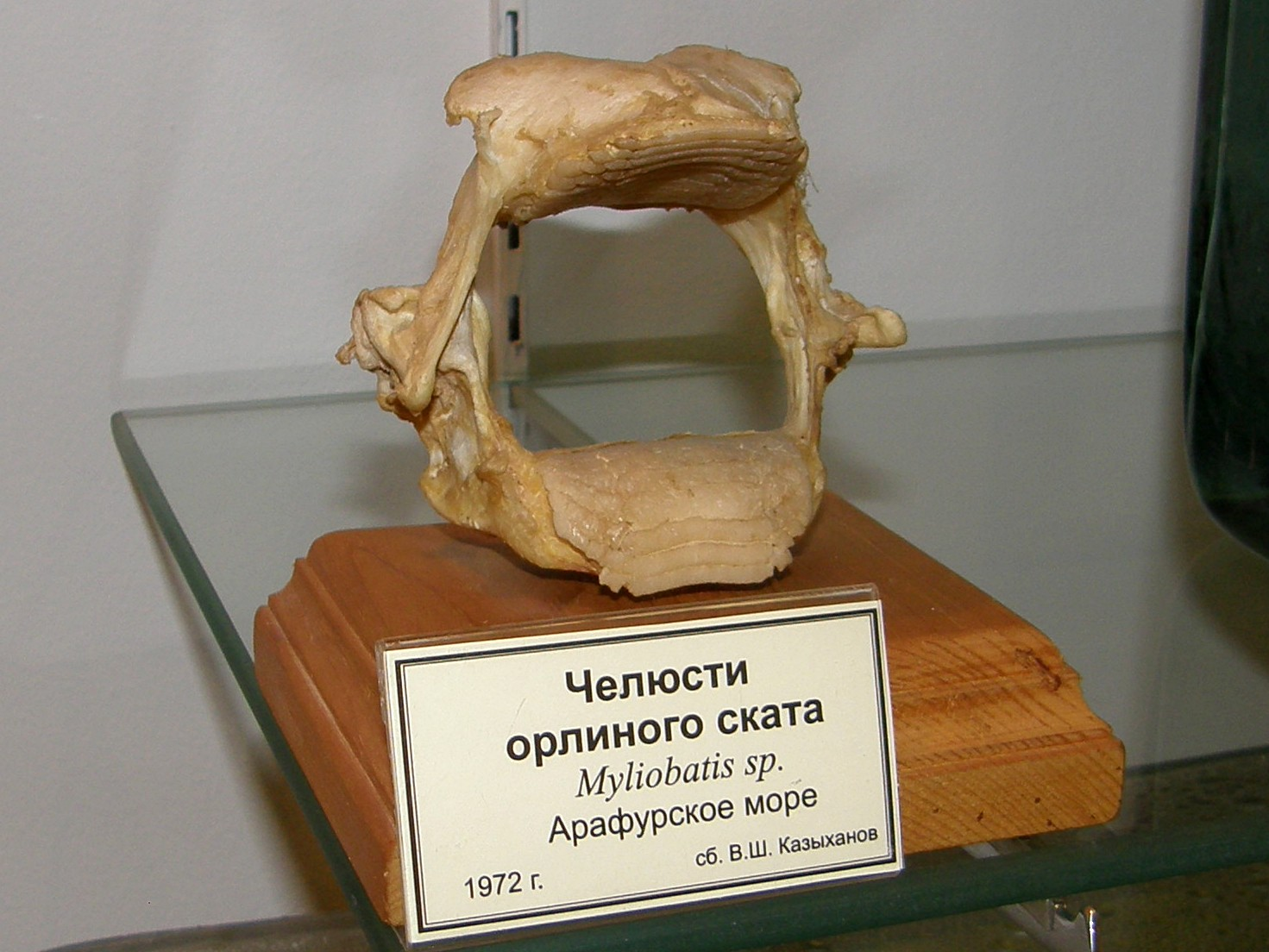
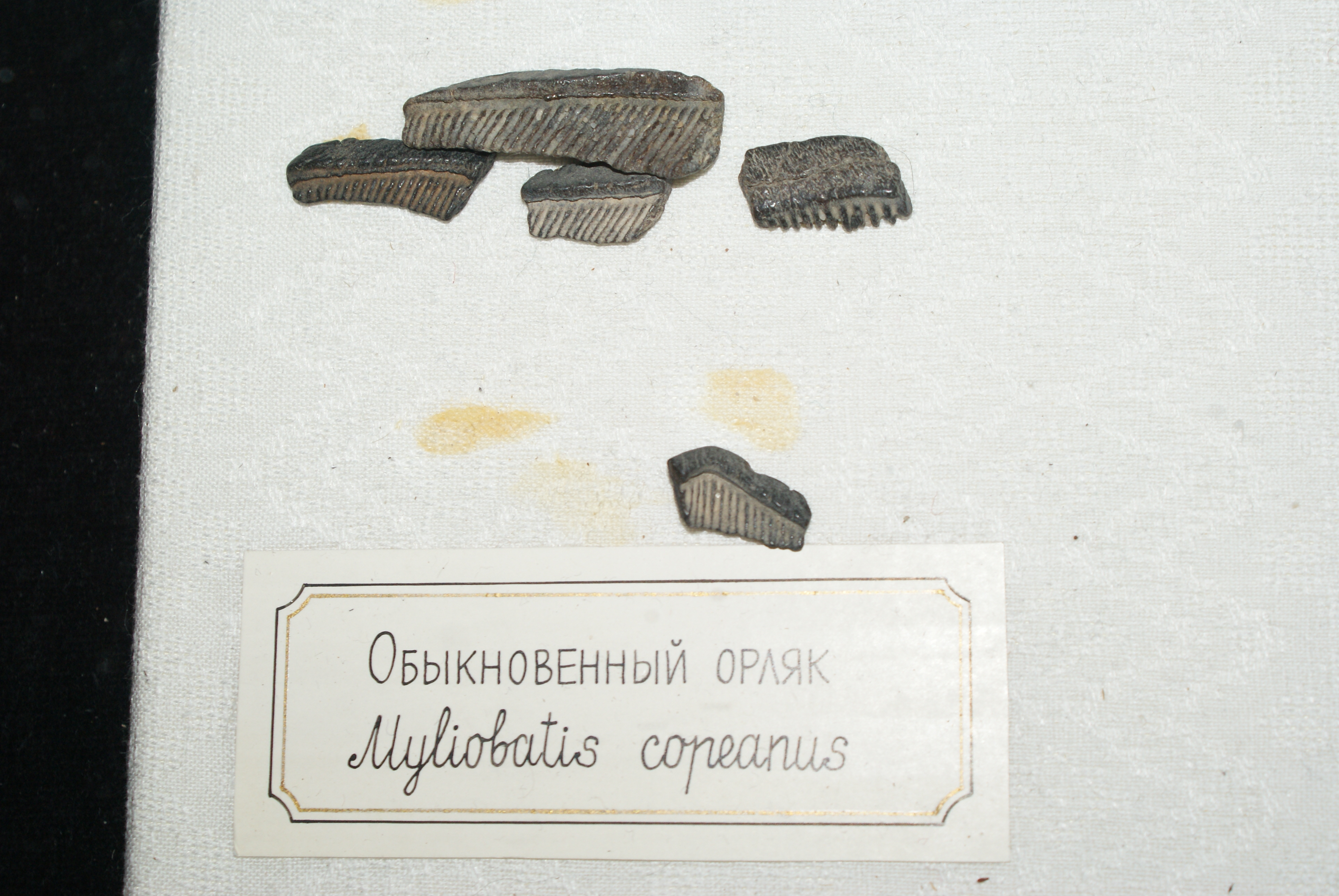
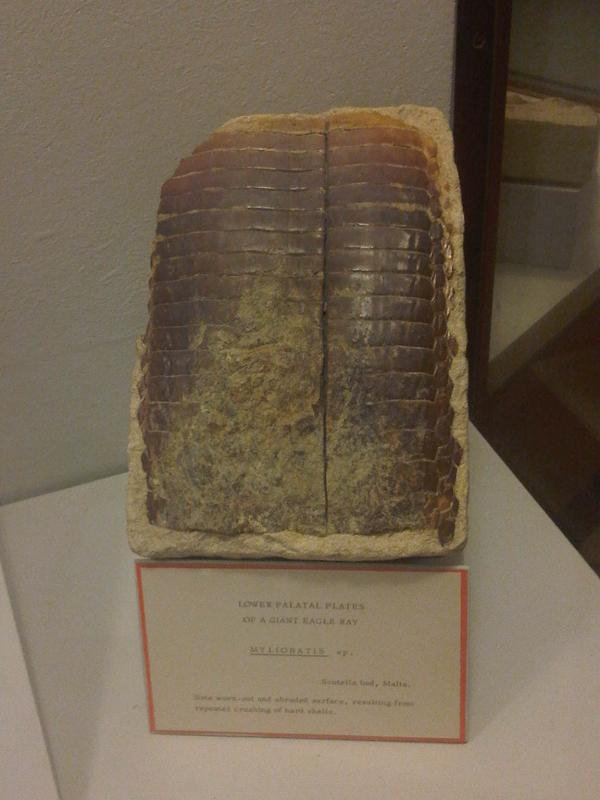